# تصنيف أورام الجهاز العصبي المركزي
ظهر مفهوم تصنيف أورام الجهاز العصبي المركزي، المتفق عليه من أجل تقدير درجة «ترقّي» هذه التنشؤات (الأورام)، بدءًا من الأورام الموضّعة الحميدة وصولًا إلى الأورام الخبيثة المرتشحة، في عام 1926 وقدمه بّي بايلي وإتش كوشينغ، ومهّد لأول تصنيف منهجي للأورام الدبقية. يقدم المقال أنظمة التصنيف الموجودة في الأدب الطبي اليوم، يتلوها جدول للمقارنة بين أهم هذه التصنيفات.

## التصنيف الدولي للأمراض
ظهرت الطبعة الأولى من التصنيف الدولي للأمراض في عام 1893. ظهرت المراجعة الحالية (ICD-10) في عام 1994، ودخلت حيز الاستخدام في الولايات المتحدة في عام 2015، وتخضع للمراجعة سنويًا، كونها شاملة للغاية.
في عام 1976، نشرت منظمة الصحة العالمية الطبعة الأولى من التصنيف الدولي لأمراض الأورام (ICD-O)، الذي وصل الآن إلى الطبعة الثالثة (ICD-O-3 ،2000).
في الطبعة الأخيرة، يشير الرقم العربي بعد الرمز «/» إلى «سلوك» الورم، وفق التالي:
- /0 الأورام الحميدة
- /1 الأورام غير المؤكدة (حميدة أو خبيثة)
- /2 الأورام في الموقع
- /3 الأورام الخبيثة الارتشاحية الأولية
- /6 الأورام الخبيثة الثانوية
- /9 الأورام الخبيثة، من غير المؤكد ما إذا كانت بدئية أو ثانوية

يمكن اعتبار ورم الدماغ المكون من خلايا حميدة، ولكنه يقع في منطقة مهمة، مهددًا للحياة - على الرغم من أن الورم بحد ذاته ليس خبيثًا.

## تصنيف كيرنوهان
يصف نظام تصنيف كيرنوهان خباثة الأورام النجمية على النحو التالي:
- أورام الدرجة 1 أورام نجمية حميدة.
- أورام الدرجة 2 أورام نجمية منخفضة الدرجة.
- أورام الدرجة 3 أورام نجمية كشمية.
- أورام الدرجة 4 أورام أرومية دبقية.

## تصنيف سانت آن مايو
يُستخدم نظام تصنيف سانت آن مايو لتصنيف الأورام النجمية أيضًا؛ يستخدم هذا النظام أربعة معايير مورفولوجية (شكلية) لتعيين الدرجة:
أ) اللانمطية النووية
ب) الانقسام المتساوي
ج) النمو البطاني -الخلايا البطانية «المتكدسة». وليس فرط التوعي الدموي
د) النخر
يضم تصنيف سانت آن مايو أربع فئات من الأورام:
- أورام الدرجة 1 لا تفي بأي من المعايير.
- أورام الدرجة 2 تحقق معيارًا واحدًا، وعادة ما يكون هذا المعيار اللانمطية النووية.
- أورام الدرجة 3 تحقق معيارين، هما اللانمطية النووية والانقسام المتساوي عادةً.
- أورام الدرجة 4 تحقق ثلاثة أو أربعة من المعايير.

## تصنيف منظمة الصحة العالمية
نظام تصنيف منظمة الصحة العالمية موجود في مجلد التنميط النسيجي لأورام الجهاز العصبي المركزي، الذي نشرت أولى طبعاته في عام 1979 (وصل الآن إلى الطبعة الخامسة، نُشرت على الإنترنت في عام 2021). يحتوي تصنيف منظمة الصحة العالمية على أربع فئات من الأورام:
- أورام الدرجة الأولى بطيئة النمو وغير خبيثة وترتبط بمدة بُقيا طويلة.
- أورام الدرجة الثانية بطيئة النمو نسبيًا ولكنها تنكس أحيانًا لتصبح أورامًا أعلى درجة. يمكن أن تكون غير خبيثة أو خبيثة.
- أورام الدرجة الثالثة خبيثة وغالبًا ما تنكس لتصبح أورامًا أعلى درجة.
- أورام الدرجة الرابعة تنمو بسرعة وتكون خبيثة وشديدة العدوانية.

من وجهة النظر النسيجية، يعتمد نظام منظمة الصحة العالمية على نفس معايير نظام سانت آن مايو.

## مقارنة بين أنظمة التصنيف
في الجدول التالي مقارنة بين أنظمة التصنيف المختلفة (لا يظهر تصنيف IDC-O لأنه لا يعتبر نظام تصنيف حقيقي):
| التسمية وفق منظمة الصحة العالمية | تصنيف منظمة الصحة العالمية | تصنيف كيرنوهان | تصنيف سانت آن/مايو | معايير سانت آن/مايو      |
| الورم النجمي الشعري              | I                          | -              | 1                  | 0 معيار                  |
| الورم النجمي المنتشر             | II                         | 1/2            | 2                  | معيار واحد (a)           |
| الورم النجمي الكشمي              | III                        | 3              | 3                  | معياران (a+b)            |
| الورم الأرومي الدبقي             | IV                         | 4              | 4                  | 3-4 معايير (a+b[+/-c]+d) |